# Garrett Erin Reisman
Garrett Erin Reisman (Morristown, New Jersey, 1968. február 10. –) amerikai mérnök, űrhajós.

## Életpálya
1991-ben az University of Pennsylvania keretében gépészmérnöki oklevelet szerzett. 1992-ben a California Institute of Technology keretében doktorált, ugyanitt 1997-ben megvédte doktori diplomáját. 1998. június 4-től a Lyndon B. Johnson Űrközpontban részesült űrhajóskiképzésben. 2003 júniusában egy 14 napos tenger alatti (NASA Extreme Environment Mission Operations NEEMO 5) kiképzésen vett rész. Két űrszolgálata alatt összesen 107 napot, 3 órát és 15 percet (2571 óra) töltött a világűrben. Űrhajós pályafutását 2011 márciusában fejezte be. 2011-ben csatlakozott az SpaceX űrkutatási vállalathoz, ahol vezető mérnök lett.

## Űrrepülések
- STS–123, az Endeavour űrrepülőgép 21. repülésének küldetésfelelőse/ISS fedélzeti mérnöke. A legénység fő feladta, hogy a Nemzetközi Űrállomáson a japán fejlesztésű Kibo kísérleti logisztikai modul első részét (ELM-PS), valamint a kanadai Dextre robotkarnak az űrállomáshoz csatolását biztosítsák. A Nemzetközi Űrállomás 16. és 17. személyzetének tagja. Az első zsidó űrhajós a Nemzetközi Űrállomáson. Első űrszolgálata alatt összesen 95 napot, 8 órát és 47 percet (2288 óra) töltött a világűrben. Az STS–124 fedélzetén tért vissza a Földre.
- STS–132, az Atlantis űrrepülőgép 32., repülésének küldetésfelelőse. Feladatuk volt a külső szerelési műveleteket támogató Integrated Cargo Carrier–Vertical Light Deployable (ICC-VLD) eszköz és a Mini Research Module-1 (MRM1) feljuttatása a ISS-re.  Második űrszolgálata alatt összesen 11 napot, 18 órát, 29 percet és 9 másodpercet (282 óra) töltött a világűrben. Kettő űrséta (kutatás, szerelés) alatt összesen 13 órát és 11 percet töltött a világűrben. (7 853 563 kilométert (4 879 978 mérföldet) repült, 186 alkalommal kerülte meg a Földet